# Amt Herbede
| Amt in Preußen     | Amt in Preußen                                      |
| ------------------ | --------------------------------------------------- |
| Name               | Heven-Herbede (1886–1921) Herbede (1921–1934)       |
| Provinz            | Westfalen                                           |
| Regierungsbezirk   | Arnsberg                                            |
| Landkreis          | Hattingen (1886–1929) Ennepe-Ruhr-Kreis (1929–1934) |
| Fläche             | 22,2 km²                                            |
| Einwohner          | 6.823 (1933)                                        |
| Bevölkerungsdichte | 307 Einw./km² (1933)                                |
| Gemeinden          | 5 (1886–1921) 4 (1921–1926) 1 (1926–1934)           |

Das Amt Herbede, ursprünglich Amt Heven-Herbede genannt, war ein Amt im Kreis Hattingen und im Ennepe-Ruhr-Kreis in der preußischen Provinz Westfalen.

## Geschichte
Aufgrund des starken Bevölkerungswachstums im Ruhrgebiet wurde am 1. Juli 1885 aus dem südlichen Teilen des Landkreises Bochum der neue Kreis Hattingen gebildet. Zum neuen Kreis kam dabei unter anderem das Amt Blankenstein. 
Am 1. Juli 1886 schieden die fünf Gemeinden Durchholz, Heven, Ostherbede, Vormholz und Westherbede aus dem Amt Blankenstein aus und bildeten das neue Amt Heven-Herbede.
Am 1. Juli 1921 trat Heven aus dem Amt aus und schloss sich der kreisfreien Stadt Witten an. Das Amt hieß seitdem Amt Herbede.
Am 1. April 1926 schlossen sich Durchholz, Ostherbede, Vormholz und Westherbede zur neuen Gemeinde Herbede zusammen, der nunmehr einzigen Gemeinde des Amtes Herbede. Durch das Gesetz über die kommunale Neugliederung des rheinisch-westfälischen Industriegebiets wurde das ländlich gelegene Dorf Bommerholz, das bis dahin zur Gemeinde Bommern im Landkreis Hagen gehörte, am 1. August 1929 der Gemeinde Herbede zugeordnet. Gleichzeitig wurde der Landkreis Hattingen aufgelöst. Amt und Gemeinde Herbede wurde Teil des neuen Ennepe-Ruhr-Kreises. 
Wie alle preußischen Einzelgemeindeämter wurde das Amt Herbede am 1. November 1934 aufgehoben. Herbede war seitdem eine amtsfreie Gemeinde im Ennepe-Ruhr-Kreis.
Im Juli 1951 erhielt Herbede im Rahmen seiner 1100-Jahr-Feier die Stadtrechte verliehen. 1975 wurde die Stadt Herbede in die Stadt Witten eingemeindet.

## Einwohnerentwicklung
| Jahr | Einwohner | Quelle |
| ---- | --------- | ------ |
| 1895 | 13.234    | [ 4 ]  |
| 1910 | 13.987    | [ 5 ]  |
|      |           |        |
| 1933 | 6.823     | [ 6 ]  |

Das Amt wurde 1921 durch den Austritt von Heven verkleinert.